# استفانو تونوت
استفانو تونوت (ایتالیایی: Stefano Tonut؛ زادهٔ ۷ نوامبر ۱۹۹۳) بازیکن بسکتبال اهل ایتالیا است.
از باشگاه‌هایی که در آن بازی کرده‌است می‌توان به باشگاه بسکتبال تریسته اشاره کرد.
وی در مسابقات کشوری و بین‌المللی در مجموع برندهٔ ۱ مدال طلا شده‌است.